# إنباكوم
كان أبا إنباكوم (حوالي 1470 – 1565) زعيمًا دينيًا لكنيسة التوحيد الأرثوذكسية الإثيوبية، ومترجمًا ومؤلفًا، من أعماله على سبيل المثال، بوابة الإيمان. وبصفته رئيس الدير في دير ديبري ليبانوس الرائد، فقد أصبح ايشجي، أي ثاني أعلى مكتب كنسي، بالإضافة إلى رئيس جميع الأديرة الإثيوبية، وكان يُنظر إليه غالبًا باعتباره الشخص الأكثر نفوذًا في الكنيسة الإثيوبية.

## الحياة والآراء
إنباكوم هو اسم المعمودية لأبي الفتح السابق، الذي هاجر حوالي 1489 من اليمن المسلم إلى إثيوبيا المسيحية. قيل أن والده كان من النبلاء وأمه يهودية. لقد وصل كتاجر، برفقة إثيوبي عائد كان محتجزًا في اليمن. كان إنباكوم يشكك بشكل مكثف في في انتمائه الديني. وفي النهاية، وبعد الكثير من القراءة والنقاش، قرر اعتناق المسيحية. لقد تعمد على يد أستاذه بيتروس، الذي كان حينها ايشجي أو رئيس دير الاثيوبي الرائد في ديبري ليبانوس في شيوا، وأعطاه اسم إنباكوم، وهو الشكل الاثيوبي لحبقوق. وبينما يشير الاسم العبري إلى «العِلم»، فإن اللغة الأثيوبية لها دلالة «أستاذ».
بعد مزيد من الصلاة والتعلم، أصبح إنباكوم حوالي 1500 راهبًا في ديبري ليبانوس. ومن خلال دراسته اكتسب العديد من اللغات، منها: العربية، الجعزية، والقبطية، والعبرية، والسريانية، والأرمنية، والبرتغالية، والإيطالية. وطوال مسيرته الكتابية عمل على ترجمة العديد من الكتابات المسيحية إلى الجعزية، لغة الكنيسة الإثيوبية، على سبيل المثال تعليق يوحنا ذهبي الفم على الرسالة إلى العبرانيين، وقصة بارلام ويهوشافاط من الهند. ولكتاباته، فقد حظي باحترام واسع.

في بلاط الإمبراطور لبنا دينجيل، صار إنباكوم صديقا لأبونا ماركوس، رئيس الكنيسة في إثيوبيا. وفي عهد هذا الإمبراطور، أصبح إنباكوم هو ايشجي، أي رئيس دير ديبري ليبانوس. أثناء وجوده في البلاط، التقى إنباكوم أيضًا بالكاهن البرتغالي فرانسيسكو ألفاريس. وقد زار هذا الكاهن في وقت لاحق إنباكوم في الدير وعلّمه البرتغالية واللاتينية. أفاد ألفاريس أنه كان في دبرة ليبانوس في عام 1520 عندما نصب الإمبراطور ليبنا دينجيل ايشجيًا جديدًا:
«الذي جعلوه الايشجي اعتبر أيضًا رجل حياة مقدسة، وكان من قبائل المور. ولأنه كان صديقًا عظيمًا لي، فقد أخبرني طوال حياته وقال لي أنه عندما كان في طائفته [أي مسلم] سمع وحيًا يقول له:» أنت لا تتبع الطريق الصحيح؛ اذهب إلى أبيما ماركوس، رئيس كهنة إثيوبيا، وسيعلمك طريقًا آخر«. ثم جاء إلى أبيما ماركوس، وأخبره بما سمعه، وجعله أبيما ماركوس مسيحيًا، وعلمه، واعتبره ابنًا؛ لذلك أخذ [الإمبراطور] هذا الراهب الذي كان من المور حاكمًا لهذا الدير... . كان لهذا الرجل الكثير من المودة تجاهي لدرجة أنه اعتاد ألا يتركني وكان دائمًا يذهب معي. [هو] يتقن أيضًا اللغة البرتغالية، لذلك فهم كلانا الآخر جيدًا.»
يقول ألفاريس أن الايشجي الجديد عرف أيضًا كيفية كتابة اللاتينية بأسلوب جيد. مع ذلك، كتب ألفاريس أن هذا الايشجي الجديد اسمه يعقوب وليس إنباكوم. لكن فان دونزل يؤكد لنا أن إنباكوم هو يعقوب الذي وصفه ألفاريس بشيء من التفصيل. وبناءً على ذلك، وعند وفاة بطرس، أصبح إنباكوم في الترتيب الحادي عشر من ايشجي في ديبري ليبانوس الذي كان ثاني أعلى منصب في الكنيسة الإثيوبية (بعد أبونا القبطية).
ومع ذلك، دخل إنباكوم بعد ذلك فترة طويلة من الاضطراب. اتُهم بعدم الولاء للإمبراطور لبنا دينجيل، ثم حوكم ونُفي بدلًا من الموت. بعد مرور عام، غفر له الإمبراطور واستدعاه، لكنه ربما لا يكون قد عاد كرئيس للدير. وبدلًا من ذلك، ربما يكون قد انسحب إلى الجنوب الشرقي إلى واراب عند منابع نهر أواش. ثم وخلال الأعوام 1526 حتى 1543 وقعت عليهم غارات مدمرة للغاية قادها المسلم أحمد بن إبراهيم الغازي زعزعت استقرار المنطقة وهددت استمرار وجود المملكة المسيحية. خلال هذه العقود من الفوضى، استمر إنباكوم في تنقلاته، وانتقل غربًا إلى غافات ثم إلى بيزامو، وكلا المنطقتين تقعان جنوب نهر أباي أو النيل الأزرق.
في عام 1532، تم إحراق دير ديبري ليبانوس بسبب قوات أحمد بن إبراهيم. أرسل إنباكوم في ذلك العام خطابًا باللغة العربية موجهًا إلى أحمد بن إبراهيم، كتب فيه أنه يجب عليه التوقف عن تدمير الكنائس والأديرة (التي تحمل مكتباتها التاريخ الأدبي للناس)، وأن يتوقف عن قتل الكهنة والرهبان. من الواضح أن أحمد رد فعلًا أنه كمسلم يحترم التوراة اليهودية والأناجيل المسيحية، لذلك لن يحرق الكنائس وأنه سيقتل أولئك الذين يقاومون. انبثق كتاب إنباكوم بالجعزية أنقاسة أمين من هذه الرسالة الموجهة لأحمد بن إبراهيم.
وبسبب خلفيته غير المعتادة، كان إنباكوم أكثر قدرة على مخاطبة المسيحيين الإثيوبيين حول الطرق الفعالة لفهم الإسلام ومقاومته. من وجهة النظر الحزبية، كان في "وضع رائع يلبي احتياجاتهم، وكان يُنظر إلى وجوده على أنه عناية إلهية. وفي حين بذل أحمد بن إبراهيم كل ما في وسعه لإلقاء القبض عليه وإعدامه، فإن إنباكوم كان يتنقل من مكان إلى آخر يريح المؤمنين.
رد الإمبراطور جيلاوديووس جميل إنباكوم، حيث جعله مستشاره في الحرب. وربما أثر «إنباكوم» أيضًا على جيلاوديووس عندما كتب «اعتراف الإيمان» الذي يقدم دبلوماسيًا ردًا لاهوتية وليتورجية للكنيسة الكاثوليكية. سمح الإمبراطور التالي ميناس للراهب بأن يصبح ايشجي مرة أخرى في ديبري ليبانوس. بعد سنوات قليلة، رأى إنباكوم آخر حياته.
سعى أبا إنباكوم إلى «توفير القيادة الروحية والفكرية للكنيسة الإثيوبية، وترجمة الأعمال والأفكار من بقية العالم المسيحي، وبذلك جلب لاهوتًا أكثر ثراءً من الخارج ومعايير أعلى للتعليم الكتابي... .» تحتفل الكنيسة الأثيوبية بحياته في الحادي والعشرين من شهر miyazya (الموافق 29 أبريل) من السنة الليتورجية.

## بوابة الإيمان
كان كتابه بوابة الإيمان (بالجعزية: Anqasa Amin)، الذي كتب باللغة الجعزية، توسعًا وتطورًا علميًا لرسالة كتبها عام 1532 بالعربية إلى الغازي المسلم أحمد بن إبراهيم الغازي. ربما تكون الكنيسة الإثيوبية الوحيدة التي كتبت الكثير من الاقتباسات والمراجع من القرآن (اعتمد إنباكوم على ذاكرته في كثير من هذه الاقتباسات). الكتاب جدلي، ومع ذلك، لم يحظى بشعبية على الإطلاق.[بحاجة لمصدر] الحجج التي استخدمها إنباكوم «تبدو في الغالب مستمدة من ردود المسيحيين العرب القياسية على الإسلام». على سبيل المثال: المسيح في القرآن له مكانة أعظم مما يعترف به كثير من المسلمين.
يرسم إنباكوم في بعض الأحيان بعض أوجه التشابه المثيرة للاهتمام. يخلد المسلمون في ليلة القدر خلال شهر رمضان ذكرى نزول القرآن على محمد، حيث يقال إن الملائكة والروح ستنزل حتى الفجر. بالنسبة لإنباكوم، فإن هذه إشارة إلى نويل، ليلة عيد الميلاد، عندما جاء الإله إلى الأرض، ليلة ولادته، حين ملأت عصابات الملائكة السماء وهي تغني «المجد لله في الأعالي والسلام لشعبه على الأرض!».
يناقش إنباكوم عملية تحوله للمسيحية، والتي بدأت عندما سمع مقطعًا من القرآن يتحدث عن المسيح في المخطط الإلهي. وبحسب إنباكوم، كان لدى العديد من المسلمين ثلاث معتقدات خاطئة عن المسيحية: أن لله زوجة وابن؛ أن المسيحيين يعبدون الأشجار والحجارة والصور؛ أن المسيحيين يعترفون بثلاثة آلهة.
وقد لوحظت حجتان أصليتان قدمتهما إنباكوم. أولاً، أن القرآن يعتمد على لغة واحدة فقط، وهي العربية، والكتابات اليهودية تعتمد على العبرية مع بعض الآرامية. ومع ذلك، فإن الأناجيل المسيحية تنقل بشكل فعال رسالتها الروحية بعدة لغات مختلفة. ثانيًا، القرآن الكريم والنصوص اليهودية تعطي تعليمات للحرب وما شابهها. الكتب المسيحية ليست كذلك، ولكنها موجهة إلى رفاهية الفقراء.
إن كتاب بوابة الإيمان هو عمل جدلي، كتب في خضم فوضى طويلة المدى وواسعة النطاق وفترة من الدمار والموت. يظهر «إنباكوم» في كتابه الإلمام بالعقيدة المسيحية والجدالات المسيحية السابقة، وكذلك بالأدب الديني الإسلامي.

## فهرس
المصادر الأولية:
- E. A. Wallis Budge, The Book of the Saints of the Ethiopian Church (Cambridge 1928), 4 volumes; translation of the Synaxaire.
- E. J. Van Donzel, 'Ěnbāqom, Anqaṣa Amin (La Porte de las Foi). Introduction, texte critique, traduction (Leiden: E. J. Brill 1969). The text of Enbaqom is at 165-263, with facing pages of اللغة الجعزية in its alphabet and the French translation; Van Donzel's introduction and scholarly apparatus are at 1-164 and 265-302.
- Lanfraco Ricci, "La Vite di Enbaqom e di Yohannes, Abbati di Dabra Libanos di Scioa" in Ressagna di Studi Etiopici (Roma e Napoli), at 13: 91-120 (1954); 14: 69-107 (1959). This is a translation from the Geez of the Gadl [Acts or Struggles] of Enbaqom and of Yohannes, both Abbots at the Dabra Libanos monastery in Shewa.
- Francisco Álvares, Verdadera Informaçam das terras do Preste Joam das Indias (Lisbon: Luís Rodrigues 1540), edited and translated as The Prester John of the Indies (Cambridge University for the Hakluyt Society 1961), two volumes. Here an 1881 English translation is revised, with commentary, and edited by C. F. Beckingham and G. W. B. Huntingford.
- Galawdewos, "Confession of Faith" at 104-107 in J. M. Harden, An Introduction to Ethiopic Christian Literature (London: S.P.C.K. 1926).

مصادر ثانوية:
- Enrico Cerulli, Storia della letteratura etiopica (Milan 1956).
- Getachew Haile, "Enbaqom" in Biographical Dictionary of Christian Missions, edited by Gerald H. Anderson (Grand Rapids, Michigan: W. B. Eerdman's Publishing 1998).
- Adrian Hastings, The Church in Africa, 1450-1950 (Oxford University Press 1994).
- Richard Pankurst, "Abba 'Enbaqom, Iman Ahmad Ibn Ibrahim, and the Conquest of Ethiopia" in the Addis Triburne, November 25, 2003, reprinted by the Awdal News Network.
- Taddesse Tamrat, Church and State in Ethiopia 1270-1527 (Oxford University: Clarendon Press 1972).
- J. Spencer Trimingham, Islam in Ethiopia (Oxford University 1952); reprint: Frank Cass, London, 1965.

المصادر الثلاثية:
- David Buxton, The Abyssinians (New York: Praeger, 1970).
- Chris Prouty and Eugene Rosenfeld, Historical Dictionary of Ethiopia (Metuchen NJ: The Scarecrow Press 1981).